# MidMid
MidMid is een Vlaamse voetbalpodcast en televisieprogramma van Friends Of Sports, sinds 2018, over het Belgische voetbal met meestal een (voormalig) Belgisch profvoetballer als gast. Joris Brys is de moderator/presentator en zijn vaste sidekick is Evert Winkelmans. 

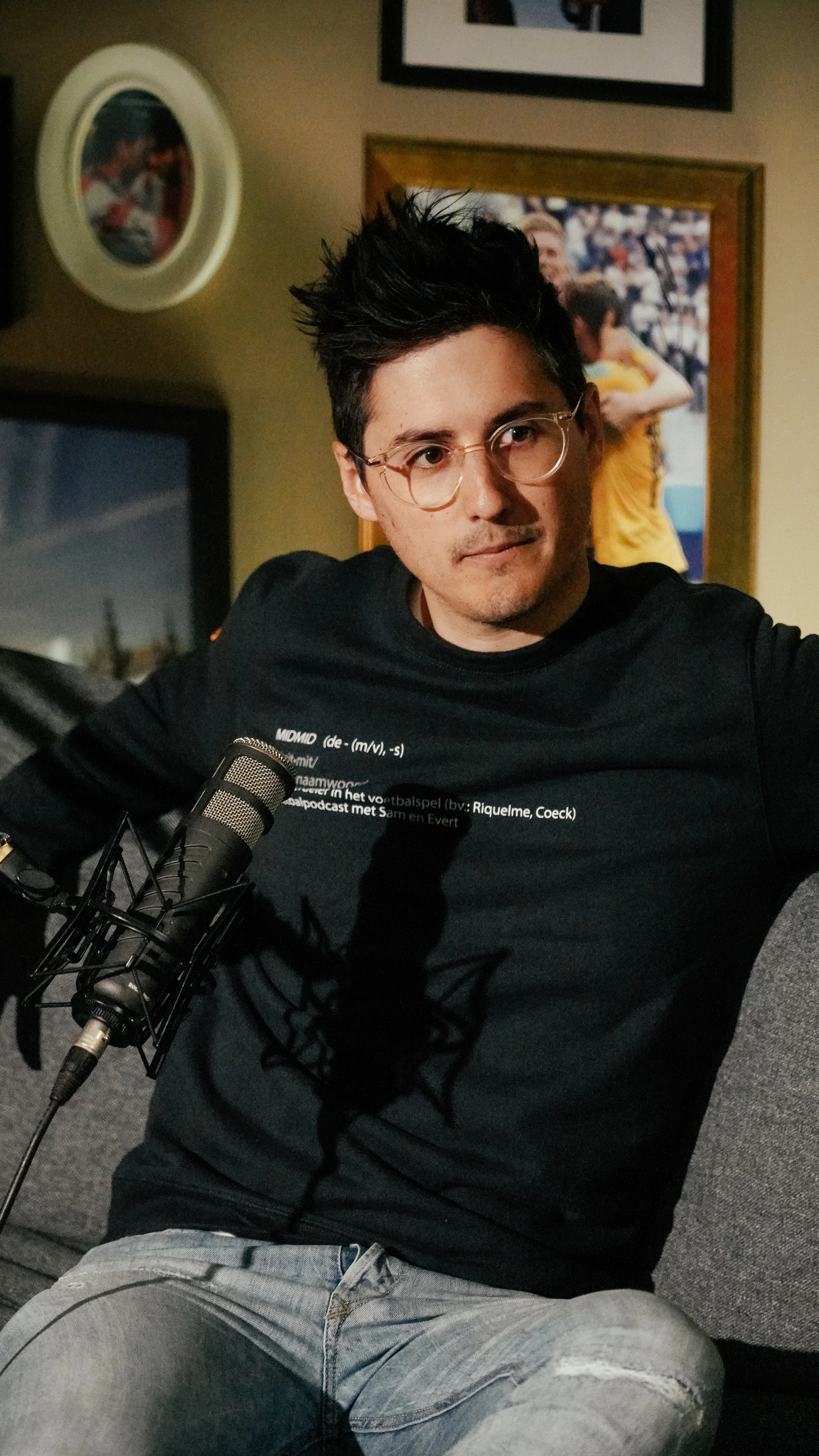
Sidekick Evert Winkelmans

Het eerste uur van elke aflevering wordt uitgezonden op de Belgische zender Play Sports. De volledige afleveringen zijn te bekijken op het YouTube-kanaal van Play Sports en te beluisteren op alle podcast-kanalen.
In de aflevering van MidMid Meister van 2 juli werd aangekondigd dat Sam Kerkhofs de fakkel doorgeeft aan Joris Brys. Joris Brys host sinds 14 augustus, de start van het nieuwe seizoen, de show met Evert Winkelmans als sidekick.

## Concept
Sinds maart 2020 komt er elke aflevering een gast langs om te vertellen over zijn/haar voetbalcarrière, met tussendoor specials zoals Kerstmis en EK show. Dit gaat van lokale helden (Glenn Verbauwhede, Luc Nilis, Olivier Deschacht,...) tot absolute wereldsterren als Radja Nainggolan, Toby Alderweireld en Kevin De Bruyne. Ze maken ook af en toe filmpjes van bezoeken op locatie. Zo moest Evert Winkelmans (na een verloren weddenschap) als fan van KV Mechelen meehelpen bij een wedstrijd van Racing Mechelen of gingen ze shirts kiezen bij Belgian Football Classics.

## Ontvangst
De gastheren Sam Kerkhofs (eigenaar Sporthouse Group) en Evert Winkelmans (eigenaar Deklat Binnen) werden in een recensie van het dagblad De Morgen geprezen omdat ze graag en veel praten zonder geobsedeerd te zijn door de eigen welbespraaktheid. De podcast werd omschreven als "een uur, soms twee, vol passionele dronkenmanspraat over het Belgische voetbal van vroeger en nu, in het gezelschap van culthelden die meer fantastische anekdotes delen dan dat ze ooit wereldgoals hebben gemaakt."
De podcast won in 2021 twee Belgian Podcast Awards in de categorieën Sport en People's Choice. Ook in 2022 nam de populaire podcast deze twee prijzen mee naar huis.
Op 10 november 2023 nam MidMid ook de Publieksprijs mee op De Oorkondes van het Podcastfestival van De Standaard.

## Gouden Croc
De individuele prijs genaamd de Gouden Croc werd in 2021 in het leven geroepen door Sam Kerkhofs en Evert Winkelmans in het kader van hun podcast MidMid. De prijs werd gecreëerd omdat Evert commentaar kreeg op zijn 'ongewoon' stemgedrag voor de Belgische Gouden Schoen.
De prijs gaat naar de meest onderschatte speler uit de Jupiler Pro League van een bepaald kalenderjaar die niet bij de G6 (Club Brugge, Standard, AA Gent, Racing Genk, Antwerp of RSC Anderlecht) speelt. Evert noemde het een prijs voor "de parel van de rechterkolom".
De eerste winnaar was Dante Vanzeir, de toenmalige spits van Union Sint-Gillis. Hij haalde het van Rob Schoofs (KV Mechelen).
De nominaties voor de editie van 2022 waren gestart in oktober 2022 tijdens de aflevering van Lorenzo Staelens. Midden november haalde Mathieu Maertens (Oud-Heverlee Leuven) na een spannende strijd de tweede Gouden Croc binnen nadat hij Maxim De Cuyper van Westerlo versloeg in de finale. Maertens haalde in de finale 9194 stemmen binnen terwijl De Cuyper het met 8542 stemmen moest doen. Op 19 maart 2023 tijdens de wedstrijd OH Leuven tegen RSC Anderlecht kreeg Maertens zijn Gouden Croc uitgereikt.
In 2024 kon Daam Foulon, de linksachter van KV Mechelen, de Gouden Croc binnen halen. Hij haalde het in de finale van Charles Vanhoutte (Union Sint-Gillis)

### Palmares
| Jaargang | Winnaar          | Club                | Tweede Plaats     | Club              |
| -------- | ---------------- | ------------------- | ----------------- | ----------------- |
| 2021     | Dante Vanzeir    | Union Sint-Gillis   | Rob Schoofs       | KV Mechelen       |
| 2022     | Mathieu Maertens | Oud-Heverlee Leuven | Maxim De Cuyper   | KVC Westerlo      |
| 2023     | Aboubakary Koita | Sint-Truiden VV     | Kévin Denkey      | Cercle Brugge     |
| 2024     | Daam Foulon      | KV Mechelen         | Charles Vanhoutte | Union Sint-Gillis |

## MidMid Mondial
Tijdens het WK voetbal van 2022 maken Evert en Sam dagelijks een show waarbij ze de afgelopen speeldag in beschouwing nemen, genaamd MidMid Mondial. Dit programma wordt live uitgezonden op de Vlaamse commerciële zender Play4 en op bijhorend streamingsplatform GoPlay en via Youtube. Ze bespreken de wedstrijden van de dag met twee gasten vanaf de openingsspeeldag op 20 november tot en met de finale op 18 december. Het programma is ook in de vorm van een podcast de dag erna vanaf de ochtend te beluisteren.
MidMid Mondial kreeg lovende kritiek dankzij de manier van praten over voetbal tijdens dit WK in Qatar.

## MidMid AFCON
Tijdens de Afrika Cup van 2023 bekijken Sam en Evert samen met Dennis Xhaët en Gilles Mibye-Beya wekelijks op donderdag de geschiedenis en het verloop van de Afrika Cup 2023. Deze wordt gespeeld van 13 januari tot 11 februari 2024 te Ivoorkust.
Zij krijgen het gezelschap van onder meer de hosts van Koolcast terwijl Sam contact heeft met spelers en trainers uit het tornooi.

## MidMid Meister
MidMid komt terug naar Play4 en GoPlay met een dagelijkse show over Europees kampioenschap voetbal 2024 en dit in de zomer van 2024. Sam Kerkhofs en Evert Winkelmans analyseren op amusante manier het Europees kampioenschap voetbal 2024 in Duitsland, dat loopt van 14 juni tot en met 14 juli. 
Na het laatste fluitsignaal gaan ze live op GoPlay met achteraf een uitzending op Play4.
Ze ontvangen afwisselend bekende gasten die al dan niet een band hebben met het voetbal. Denk aan Pedro Elias, Robin Pront, Wesley Sonck en Frank Boeckx en er zijn ook sidekicks die afwisselen, namelijk en Dennis Xhaët, Leroy Deltour en Birgit Aertgeerts.

## Afleveringen
| Afleveringen van MidMid op Youtube         | Afleveringen van MidMid op Youtube | Afleveringen van MidMid op Youtube | Afleveringen van MidMid op Youtube                        |
| Producent: Friends of Sports               | Producent: Friends of Sports       | Producent: Friends of Sports       | Producent: Friends of Sports                              |
| Afl.                                       | Seizoen                            | Datum                              | Gast                                                      |
| Seizoen 1                                  | Seizoen 1                          | Seizoen 1                          | Seizoen 1                                                 |
| ------------------------------------------ | ---------------------------------- | ---------------------------------- | --------------------------------------------------------- |
| 1                                          | 1                                  | 3 maart 2020                       | Gilles De Coster                                          |
| 2                                          | 1                                  | 26 mei 2020                        | Eric Goens                                                |
| 3                                          | 1                                  | 2 juni 2020                        | Geert De Vlieger                                          |
| 4                                          | 1                                  | 9 juni 2020                        | Daam Foulon                                               |
| 5                                          | 1                                  | 16 juni 2020                       | Dario Van den Buijs & Gunter Thiebaut                     |
| 6                                          | 1                                  | 23 juni 2020                       | Steven Defour                                             |
| 7                                          | 1                                  | 30 juni 2020                       | Peter Morren                                              |
| Seizoen 2                                  |                                    |                                    |                                                           |
| 8                                          | 2                                  | 7 juli 2020                        | Jelle Van Damme                                           |
| 9                                          | 2                                  | 14 juli 2020                       | Frank Raes                                                |
| 10                                         | 2                                  | 24 juli 2020                       | Stijn Francis                                             |
| 11                                         | 2                                  | 28 juli 2020                       | Marc Degryse                                              |
| 12                                         | 2                                  | 11 augustus 2020                   | Gilles De Coster                                          |
| 13                                         | 2                                  | 18 augustus 2020                   | Cyriel Dessers                                            |
| 14                                         | 2                                  | 25 augustus 2020                   | Filip Joos                                                |
| 15                                         | 2                                  | 1 september 2020                   | Philippe Crols                                            |
| 16                                         | 2                                  | 9 september 2020                   | Peter Vandenbempt                                         |
| 17                                         | 2                                  | 16 september 2020                  | Wouter Biebauw                                            |
| 18                                         | 2                                  | 22 september 2020                  | Joris Brys                                                |
| 19                                         | 2                                  | 30 september 2020                  | Bart Lagae                                                |
| 20                                         | 2                                  | 6 oktober 2020                     | Michael Van Vaerenbergh                                   |
| 21                                         | 2                                  | 15 oktober 2020                    | Steven Defour                                             |
| 22                                         | 2                                  | 20 oktober 2020                    | Robin Pront                                               |
| 23                                         | 2                                  | 27 oktober 2020                    | Stijn Stijnen                                             |
| 24                                         | 2                                  | 6 november 2020                    | Killian Overmeire                                         |
| 25                                         | 2                                  | 13 november 2020                   | Luc Nilis                                                 |
| 26                                         | 2                                  | 17 november 2020                   | Bob Madou                                                 |
| 27                                         | 2                                  | 26 november 2020                   | Frank Raes & Filip Joos                                   |
| 28                                         | 2                                  | 4 december 2020                    | Carl Dircksens                                            |
| 29                                         | 2                                  | 10 december 2020                   | Gunther Van Handenhoven                                   |
| 30                                         | 2                                  | 17 december 2020                   | Aboubakary Koita                                          |
| 31                                         | 2                                  | 23 december 2020                   | Jarno Bertho                                              |
| Producent: Friends of Sports & Play Sports |                                    |                                    |                                                           |
| 32                                         | 2                                  | 4 februari 2021                    | Wesley Sonck                                              |
| 33                                         | 2                                  | 11 februari 2021                   | Senna Miangue                                             |
| 34                                         | 2                                  | 18 februari 2021                   | Tomasz Radzinski                                          |
| 35                                         | 2                                  | 25 februari 2021                   | Rob Schoofs                                               |
| 36                                         | 2                                  | 4 maart 2021                       | Frédéric Dupré                                            |
| 37                                         | 2                                  | 11 maart 2021                      | Patrick Goots                                             |
| 38                                         | 2                                  | 18 maart 2021                      | Marvin Ogunjimi                                           |
| 39                                         | 2                                  | 1 april 2021                       | Mike Vanhamel                                             |
| 40                                         | 2                                  | 8 april 2021                       | Martin Heylen                                             |
| 41                                         | 2                                  | 15 april 2021                      | Timmy Simons                                              |
| 42                                         | 2                                  | 22 april 2021                      | Steven Defour                                             |
| 43                                         | 2                                  | 29 april 2021                      | Glenn Verbauwhede                                         |
| 44                                         | 2                                  | 6 mei 2021                         | Wesley Sonck                                              |
| 45                                         | 2                                  | 13 mei 2021                        | Georges Leekens                                           |
| 46                                         | 2                                  | 20 mei 2021                        | Tom De Sutter                                             |
| 47                                         | 2                                  | 27 mei 2021                        | Toby Alderweireld                                         |
| Seizoen 3                                  |                                    |                                    |                                                           |
| 48                                         | 3                                  | 12 augustus 2021                   | Olivier Deschacht                                         |
| 49                                         | 3                                  | 19 augustus 2021                   | Dante Vanzeir                                             |
| 50                                         | 3                                  | 26 augustus 2021                   | Franky Van Der Elst                                       |
| 51                                         | 3                                  | 2 september 2021                   | Glen De Boeck                                             |
| 52                                         | 3                                  | 9 september 2021                   | Stijn Vreven                                              |
| 53                                         | 3                                  | 16 september 2021                  | Pedro Elias                                               |
| 54                                         | 3                                  | 23 september 2021                  | Peter Vandenbempt                                         |
| 55                                         | 3                                  | 30 september 2021                  | Sherjill Mac-Donald                                       |
| 56                                         | 3                                  | 7 oktober 2021                     | Leandro Trossard                                          |
| 57                                         | 3                                  | 14 oktober 2021                    | Wouter Vrancken                                           |
| 58                                         | 3                                  | 21 oktober 2021                    | Tuur Dierckx                                              |
| 59                                         | 3                                  | 28 oktober 2021                    | Frédéric Frans                                            |
| 60                                         | 3                                  | 4 november 2021                    | Dennis Van Wijk                                           |
| 61                                         | 3                                  | 11 november 2021                   | Kevin De Bruyne                                           |
| 62                                         | 3                                  | 18 november 2021                   | Radja Nainggolan                                          |
| 63                                         | 3                                  | 25 november 2021                   | Vital Borkelmans                                          |
| 64                                         | 3                                  | 2 december 2021                    | Glenn Verbauwhede                                         |
| 65                                         | 3                                  | 16 december 2021                   | Hans Vanaken                                              |
| 66                                         | 3                                  | 23 december 2021                   | Yanko Beeckman & Gilles Mbiye-Beya                        |
| 67                                         | 3                                  | 30 december 2021                   | Wouter Vandenhaute                                        |
| 68                                         | 3                                  | 6 januari 2022                     | Youri Mulder                                              |
| 69                                         | 3                                  | 13 januari 2022                    | Kevin Oris                                                |
| 70                                         | 3                                  | 20 januari 2022                    | Bram Verbist                                              |
| 71                                         | 3                                  | 27 januari 2022                    | Thomas Peeters                                            |
| 72                                         | 3                                  | 3 februari 2022                    | Frank Raes                                                |
| 73                                         | 3                                  | 10 februari 2022                   | Tom Saintfiet                                             |
| 74                                         | 3                                  | 17 februari 2022                   | Jelle Van Damme                                           |
| 75                                         | 3                                  | 24 februari 2022                   | Vadis Odjidja-Ofoe                                        |
| 76                                         | 3                                  | 3 maart 2022                       | Igor De Camargo                                           |
| 77                                         | 3                                  | 10 maart 2022                      | Dennis Praet                                              |
| 78                                         | 3                                  | 17 maart 2022                      | Pedro Elias & Robin Pront                                 |
| 79                                         | 3                                  | 24 maart 2022                      | Johan Boskamp                                             |
| 80                                         | 3                                  | 31 maart 2022                      | Hervé Matthys                                             |
| 81                                         | 3                                  | 7 april 2022                       | Nikola Storm & Tuur Dierckx                               |
| 82                                         | 3                                  | 14 april 2022                      | Wesley Hoedt                                              |
| 83                                         | 3                                  | 21 april 2022                      | Tom De Mul                                                |
| 84                                         | 3                                  | 28 april 2022                      | Hannes Van der Bruggen                                    |
| 85                                         | 3                                  | 5 mei 2022                         | Angel Redondo & Michael Van Vaerenbergh                   |
| 86                                         | 3                                  | 12 mei 2022                        | Tessa Wullaert                                            |
| 87                                         | 3                                  | 19 mei 2022                        | Cyriel Dessers                                            |
| 88                                         | 3                                  | 26 mei 2022                        | Denis Odoi                                                |
| Seizoen 4 - Deel 1                         |                                    |                                    |                                                           |
| 89                                         | 4                                  | 11 augustus 2022                   | Gert Verheyen                                             |
| 90                                         | 4                                  | 18 augustus 2022                   | WK 1994: Frank Raes & Franky Van der Elst                 |
| 91                                         | 4                                  | 25 augustus 2022                   | Franky Dury                                               |
| 92                                         | 4                                  | 1 september 2022                   | Vincent Mannaert                                          |
| 93                                         | 4                                  | 8 september 2022                   | Serie A-more: Filip Joos & Gilles Mbiye-Beya              |
| 94                                         | 4                                  | 15 september 2022                  | Transferspecial: Stijn Francis & Yordi Yamali             |
| 95                                         | 4                                  | 29 september 2022                  | Mike Verstraeten                                          |
| 96                                         | 4                                  | 6 oktober 2022                     | Man. Utd Special: Ward Kerremans & Jelle Tack             |
| 97                                         | 4                                  | 13 oktober 2022                    | Clasico Special: Pedro Elias, Robin Pront & Angel Redondo |
| 98                                         | 4                                  | 20 oktober 2022                    | Bob Peeters                                               |
| 99                                         | 4                                  | 27 oktober 2022                    | Lorenzo Staelens                                          |

| Afleveringen van MidMid Mondial tijdens WK 2022 op Play 4 & Youtube | Afleveringen van MidMid Mondial tijdens WK 2022 op Play 4 & Youtube | Afleveringen van MidMid Mondial tijdens WK 2022 op Play 4 & Youtube |
| Producent: Friends of Sports & Play Sports                          | Producent: Friends of Sports & Play Sports                          | Producent: Friends of Sports & Play Sports                          |
| Afl.                                                                | Datum                                                               | Gast                                                                |
| ------------------------------------------------------------------- | ------------------------------------------------------------------- | ------------------------------------------------------------------- |
| 1                                                                   | 20 november 2022                                                    | Pedro Elias & Robin Pront                                           |
| 2                                                                   | 21 november 2022                                                    | Jan Jaap van der Wal & Ward Kerremans                               |
| 3                                                                   | 22 november 2022                                                    | Ritchie De Laet & Carl Dircksens                                    |
| 4                                                                   | 23 november 2022                                                    | Eric Goens & Tuur Dierckx                                           |
| 5                                                                   | 24 november 2022                                                    | Frank Raes & Thomas Huyghe                                          |
| 6                                                                   | 25 november 2022                                                    | Otto-Jan Ham & Philippe Crols                                       |
| 7                                                                   | 26 november 2022                                                    | Mark Uytterhoeven & Wouter Vandenhaute                              |
| 8                                                                   | 27 november 2022                                                    | Radja Nainggolan & Omar Souidi                                      |
| 9                                                                   | 28 november 2022                                                    | Steven Defour & Herman Brusselmans                                  |
| 10                                                                  | 29 november 2022                                                    | Carl Dircksens & Ward Kerremans                                     |
| 11                                                                  | 30 november 2022                                                    | Mathieu Terryn & Joris Brys                                         |
| 12                                                                  | 1 december 2022                                                     | Erik Van Looy & Robin Pront                                         |
| 13                                                                  | 2 december 2022                                                     | Rik Verheye & Saïd Boumazoughe                                      |
| 14                                                                  | 3 december 2022                                                     | Danielle Kliwon & Yordi Yamali                                      |
| 15                                                                  | 4 december 2022                                                     | Frank Raes & Pedro Elias                                            |
| 16                                                                  | 5 december 2022                                                     | Bob Peeters & Mark Uytterhoeven                                     |
| 17                                                                  | 6 december 2022                                                     | Gilles De Coster & Philippe Crols                                   |
| 18                                                                  | 7 december 2022                                                     | Geert De Vlieger & Carl Dircksens                                   |
| 19                                                                  | 8 december 2022                                                     | Glenn Verbauwhede & Georges Leekens                                 |
| 20                                                                  | 9 december 2022                                                     | Erhan Demirci & Hervé Matthys                                       |
| 21                                                                  | 10 december 2022                                                    | Jelle Tack & Leroy Deltour                                          |
| 22                                                                  | 11 december 2022                                                    | Cisse Severeyns & Frank Raes                                        |
| 23                                                                  | 12 december 2022                                                    | Yanko Beeckman & Gilles Mbiye-Beya                                  |
| 24                                                                  | 13 december 2022                                                    | Tomas Van Den Spiegel & Gilles De Coster                            |
| 25                                                                  | 14 december 2022                                                    | Joris Brys & Nicolas De Brabander                                   |
| 26                                                                  | 15 december 2022                                                    | Bob Peeters & Rik Verheye                                           |
| 27                                                                  | 16 december 2022                                                    | Toby Alderweireld & Wesley Sonck                                    |
| 28                                                                  | 17 december 2022                                                    | Frank Raes & Ward Kerremans                                         |
| 29                                                                  | 18 december 2022                                                    | Erik Van Looy & Pedro Elias                                         |

| Afl.               | Seizoen            | Datum              | Gast                                                                         |
| Seizoen 4 - Deel 2 | Seizoen 4 - Deel 2 | Seizoen 4 - Deel 2 | Seizoen 4 - Deel 2                                                           |
| ------------------ | ------------------ | ------------------ | ---------------------------------------------------------------------------- |
| 100                | 4                  | 26 januari 2023    | Francis Severeyns                                                            |
| 101                | 4                  | 31 januari 2023    | Simon Mignolet                                                               |
| 102                | 4                  | 9 februari 2023    | Lieven Maesschalk                                                            |
| 103                | 4                  | 16 februari 2023   | EURO 2000 Special: Tim Wielandt & De Koperen Kogel                           |
| 104                | 4                  | 23 februari 2023   | Dante Vanzeir                                                                |
| 105                | 4                  | 2 maart 2023       | Geert De Vlieger                                                             |
| 106                | 4                  | 9 maart 2023       | Geoffry Hairemans & Tuur Dierckx                                             |
| 107                | 4                  | 16 maart 2023      | Manu Leroy                                                                   |
| 108                | 4                  | 30 maart 2023      | Pierre Denier                                                                |
| 109                | 4                  | 6 april 2023       | Yannick Ferrera                                                              |
| 110                | 4                  | 13 april 2023      | Johan Cruijff special: Tim Wielandt & Rutger Verbeek aka De Rosse Magiër     |
| 111                | 4                  | 20 april 2023      | Siebe Schrijvers                                                             |
| 112                | 4                  | 27 april 2023      | Jupiler Pro League Special: Yanko Beeckman & Gilles Mbiye-Beya               |
| 113                | 4                  | 4 mei 2023         | Frank Boeckx                                                                 |
| 114                | 4                  | 11 mei 2023        | FC Barcelona Special: Pedro Elias & Robin Pront                              |
| 115                | 4                  | 18 mei 2023        | Carl Hoefkens                                                                |
| 116                | 4                  | 25 mei 2023        | Premier League Special: Leroy Deltour & Tim Wielandt                         |
| 117                | 4                  | 1 juni 2023        | Geert De Vlieger                                                             |
| 118                | 4                  | 8 juni 2023        | Minuut 93:33 - Royal Antwerp FC Special: Gilles Mbiye-Beya & Andries Beckers |
| Seizoen 5 - Deel 1 |                    |                    |                                                                              |
| 119                | 5                  | 24 augustus 2023   | Ariël Jacobs                                                                 |
| 120                | 5                  | 31 augustus 2023   | Ruud Vormer                                                                  |
| 121                | 5                  | 7 september 2023   | Transferspecial: Stijn Francis & Gilles Mbiye-Beya                           |
| 122                | 5                  | 21 september 2023  | Philippe Vande Walle                                                         |
| 123                | 5                  | 28 september 2023  | Sven Jaecques                                                                |
| 124                | 5                  | 5 oktober 2023     | Zinho Gano                                                                   |
| 125                | 5                  | 12 oktober 2023    | Ode aan Paul Van Himst: Frank Raes & David Steegen                           |
| 126                | 5                  | 26 oktober 2023    | Eden Hazard-special: Leroy Deltour & Kristof Terreur                         |
| 127                | 5                  | 2 november 2023    | Dat Mag Is-special                                                           |
| 128                | 5                  | 16 november 2023   | Brecht Dejaegere                                                             |
| 129                | 5                  | 23 november 2023   | Thomas Foket                                                                 |
| 130                | 5                  | 30 november 2023   | Philippe Bormans                                                             |
| 131                | 5                  | 7 december 2023    | Peter Vandenbempt                                                            |
| 132                | 5                  | 21 december 2023   | Jan Vertonghen                                                               |

| Afleveringen van MidMid AFCON tijdens Afrika Cup 2023 op Youtube & alle kanalen van Play Sports | Afleveringen van MidMid AFCON tijdens Afrika Cup 2023 op Youtube & alle kanalen van Play Sports | Afleveringen van MidMid AFCON tijdens Afrika Cup 2023 op Youtube & alle kanalen van Play Sports |
| Producent: Friends of Sports & Play Sports                                                      | Producent: Friends of Sports & Play Sports                                                      | Producent: Friends of Sports & Play Sports                                                      |
| Afl.                                                                                            | Datum                                                                                           | Gast                                                                                            |
| ----------------------------------------------------------------------------------------------- | ----------------------------------------------------------------------------------------------- | ----------------------------------------------------------------------------------------------- |
| 1                                                                                               | 11 januari 2024                                                                                 | Preview met Abdel Fatah Qisse                                                                   |
| 2                                                                                               | 18 januari 2024                                                                                 | Alexandre Mestag                                                                                |
| 3                                                                                               | 25 januari 2024                                                                                 | Brian Soares Duarte                                                                             |
| 4                                                                                               | 1 februari 2024                                                                                 | Carl Dircksens                                                                                  |
| 5                                                                                               | 8 februari 2024                                                                                 | Sven Vandenbroeck                                                                               |
| 6                                                                                               | 12 februari 2024                                                                                | Danielle Kliwon                                                                                 |

| Afl.               | Seizoen            | Datum              | Gast                                                                   |
| Seizoen 5 - Deel 2 | Seizoen 5 - Deel 2 | Seizoen 5 - Deel 2 | Seizoen 5 - Deel 2                                                     |
| ------------------ | ------------------ | ------------------ | ---------------------------------------------------------------------- |
| 133                | 5                  | 22 februari 2024   | Dimitri de Condé                                                       |
| 134                | 5                  | 29 februari 2024   | Yves Vanderhaeghe                                                      |
| 135                | 5                  | 7 maart 2024       | Premier League Special: Filip Joos, Leroy Deltour & Tim Wielandt       |
| 136                | 5                  | 14 maart 2024      | Dirk Kuyt                                                              |
| 137                | 5                  | 21 maart 2024      | Jupiler Pro League Special: Yanko Beeckman & Gilles Mbiye-Beya         |
| 138                | 5                  | 4 april 2024       | Serie A Special: Thomas Liekens & Gilles Mbiye-Beya                    |
| 139                | 5                  | 11 april 2024      | Hans Cornelis                                                          |
| 140                | 5                  | 18 april 2024      | El Clásico Special: Pedro Elias & Angel Redondo                        |
| 141                | 5                  | 25 april 2024      | Wereldkampioenschap voetbal 1998 Special: Frank Raes & Ludo Vandewalle |
| 142                | 5                  | 9 mei 2024         | Sébastien Ledure                                                       |
| 143                | 5                  | 16 mei 2024        | Q&A met Yanko Beeckman & Gilles Mbiye-Beya                             |
| 144                | 5                  | 23 mei 2024        | Premier League Special: Leroy Deltour & Jelle Tack                     |
| 145                | 5                  | 6 juni 2024        | Bob Madou                                                              |

| Afleveringen van MidMid Meister tijdens EK 2024 op Play 4, GoPlay & Youtube | Afleveringen van MidMid Meister tijdens EK 2024 op Play 4, GoPlay & Youtube | Afleveringen van MidMid Meister tijdens EK 2024 op Play 4, GoPlay & Youtube |
| Producent: Friends of Sports & Play Sports                                  | Producent: Friends of Sports & Play Sports                                  | Producent: Friends of Sports & Play Sports                                  |
| Afl.                                                                        | Datum                                                                       | Gast                                                                        |
| --------------------------------------------------------------------------- | --------------------------------------------------------------------------- | --------------------------------------------------------------------------- |
| 1                                                                           | 14 juni 2024                                                                | Pedro Elias & Robin Pront                                                   |
| 2                                                                           | 15 juni 2024                                                                | Ward Kerremans & Angel Redondo                                              |
| 3                                                                           | 16 juni 2024                                                                | Frank Boeckx & Carl Dircksens                                               |
| 4                                                                           | 17 juni 2024                                                                | Rik Verheye & Viktor Verhulst                                               |
| 5                                                                           | 18 juni 2024                                                                | Alexandre Mestag & Gilles Mbiye-Beya                                        |
| 6                                                                           | 19 juni 2024                                                                | Daan Heymans & Tuur Dierckx                                                 |
| 7                                                                           | 20 juni 2024                                                                | Thomas Huyghe & Frank Raes                                                  |
| 8                                                                           | 21 juni 2024                                                                | Bart Cannaerts & Piet den Boer                                              |
| 9                                                                           | 22 juni 2024                                                                | Steven Defour & Eric Goens                                                  |
| 10                                                                          | 23 juni 2024                                                                | Hannes Van der Bruggen & Charles Vanhoutte                                  |
| 11                                                                          | 24 juni 2024                                                                | Wesley Sonck & Ella Van Kerkhoven                                           |
| 12                                                                          | 25 juni 2024                                                                | Mathieu Terryn & Simon Nuytten                                              |
| 13                                                                          | 26 juni 2024                                                                | Gilles De Coster & Rik Verheye                                              |
| 14                                                                          | 29 juni 2024                                                                | Frank Raes & Erik Van Looy                                                  |
| 15                                                                          | 30 juni 2024                                                                | Philippe Crols & Jelle Tack                                                 |
| 16                                                                          | 1 juli 2024                                                                 | Yung Mavu & Ward Kerremans                                                  |
| 17                                                                          | 2 juli 2024                                                                 | Filip Joos & Joris Brys                                                     |
| 18                                                                          | 5 juli 2024                                                                 | Justine Vanhaevermaet & Frank Boeckx                                        |
| 19                                                                          | 6 juli 2024                                                                 | Angel Redondo & Erhan Demirci                                               |
| 20                                                                          | 9 juli 2024                                                                 | Lieven Scheire & Yanko Beeckman                                             |
| 21                                                                          | 10 juli 2024                                                                | Tuur Dierckx & Filip Joos                                                   |
| 22                                                                          | 14 juli 2024                                                                | Viktor Verhulst & Rik Verheye                                               |

| Afl.      | Seizoen   | Datum             | Gast                                                               |
| Seizoen 6 | Seizoen 6 | Seizoen 6         | Seizoen 6                                                          |
| --------- | --------- | ----------------- | ------------------------------------------------------------------ |
| 146       | 6         | 15 augustus 2024  | Ritchie De Laet                                                    |
| 147       | 6         | 22 augustus 2024  | Michel Preud'homme                                                 |
| 148       | 6         | 29 augustus 2024  | Kristof D'Haene                                                    |
| 149       | 6         | 12 september 2024 | Champions League Special: Filip Joos & Jelle Tack                  |
| 150       | 6         | 19 september 2024 | Hein Vanhaezebrouck                                                |
| 151       | 6         | 26 september 2024 | Pro League Hall of Fame: Frank Raes & Peter Vandenbempt            |
| 152       | 6         | 3 oktober 2024    | Hendrik Van Crombrugge                                             |
| 153       | 6         | 17 oktober 2024   | Mbark Boussoufa                                                    |
| 154       | 6         | 24 oktober 2024   | Sammy Bossut                                                       |
| 155       | 6         | 31 oktober 2024   | Arsène Wenger Special: Tim Wielandt & Stefan Van Loock             |
| 156       | 6         | 7 november 2024   | Benito Raman                                                       |
| 157       | 6         | 21 november 2024  | Nicolas Lombaerts                                                  |
| 158       | 6         | 28 november 2024  | Pro League Heenronde special: Yanko Beeckman & Gilles Mbiye-Beya   |
| 159       | 6         | 5 december 2024   | Colin Coosemans                                                    |
| 160       | 6         | 12 december 2024  | KV Oostende Special: Martin Heylen & Bram Keirsebilck              |
| 161       | 6         | 19 december 2024  | Kerstspecial: Leroy Deltour & Filip Joos                           |
| 162       | 6         | 23 januari 2025   | Jelle Vossen                                                       |
| 163       | 6         | 30 januari 2025   | Hernán Losada                                                      |
| 164       | 6         | 13 februari 2025  | Karel Geraerts                                                     |
| 165       | 6         | 20 februari 2025  | Bjorn Ruytinx                                                      |
| 166       | 6         | 28 februari 2025  | Competitieformatspecial met Pieter Nieuwenhuis en Sam Kerkhofs     |
| 167       | 6         | 6 maart 2025      | Dubbele nationaliteiten special met Thomas Rijsman en Nill De Pauw |
| 168       | 6         | 9 maart 2025      | Koen Casteels                                                      |
| 169       | 6         | 20 maart 2025     | Pro League-special met Peter Vandenbempt en Philippe Crols         |
| 170       | 6         | 3 april 2025      | Vincent Janssen                                                    |
| 171       | 6         | 10 april 2025     | Jan Mulder                                                         |
| 172       | 6         | 17 april 2025     | Hugo Broos                                                         |
| 173       | 6         | 24 april 2025     | Thomas Buffel                                                      |
| 174       | 6         | 1 mei 2025        | Liverpool FC-special met Frank Boeckx, Jelle Tack en Leroy Deltour |
| 175       | 6         | 8 mei 2025        | El Clásico-special met Pedro Elias en Angel Redondo                |
| 176       | 6         | 15 mei 2025       | Sven Kums                                                          |
| 177       | 6         | 29 mei 2025       | Union Sint-Gillis-special met Noah Sadiki en Alessio Castro-Montes |

| Afl.      | Seizoen   | Datum            | Gast          |
| Seizoen 7 | Seizoen 7 | Seizoen 7        | Seizoen 7     |
| --------- | --------- | ---------------- | ------------- |
| 178       | 7         | 14 augustus 2025 | Stijn Stijnen |